# يان غوسايرت

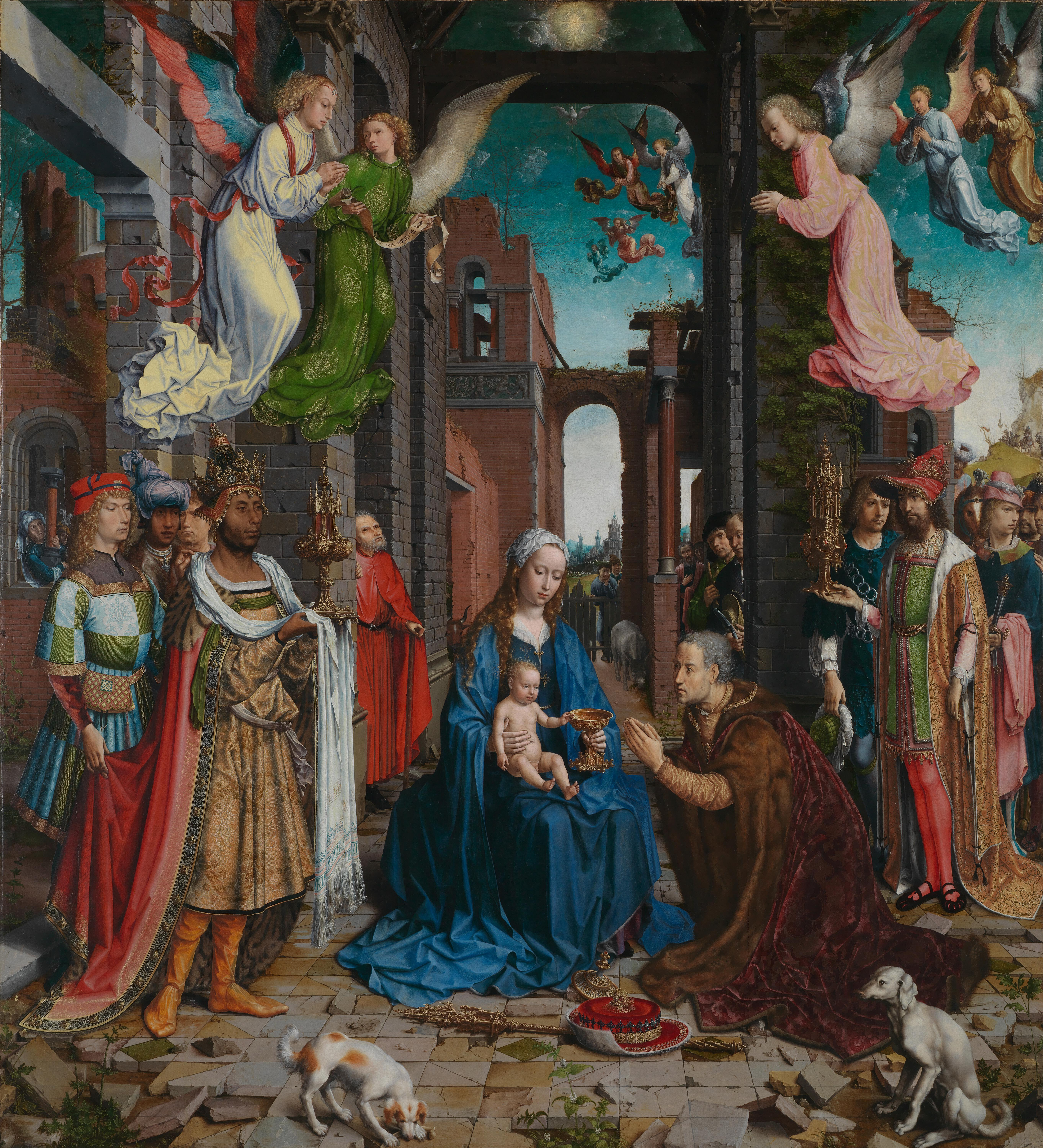
لوحة تقدير الملوك موجودة حالياً في المعرض الوطني في لندن

يان غوسايرت (بالهولندية: Jan Gossaert) هو رسام فلامنكي ولد في سنة 1478 في بلدة موبيج في فرنسا حالياً. كان من أوائل الرسامين الفلامنكيين والهولنديين الذين زاروا إيطاليا وروما وتعلموا الرسم فيها. خدم عدة ملوك وحكام في أوروبا من فيليب أسقف أوتريخت وأدولف لورد فير وكريستيان الثاني ملك الدنمارك في المنفى و مينسيا ميندوزا كونتيسة ناساو وزوجة هنري الثالث لورد ناساو. أشهر لوحاته هو تقدير الملوك والعذراء وطفلها يلعب بالحجاب. توفي في يوم 1 أكتوبر 1532.